# Colibri scintillant
Selasphorus scintilla
Espèce
Répartition géographique
Statut de conservation UICN

 LC  : Préoccupation mineure
Statut CITES
Le Colibri scintillant (Selasphorus scintilla) est une espèce d'oiseaux de la famille des Trochilidae.

## Description
Cet oiseau mesure environ 6,5 cm de longueur. Il présente un dimorphisme sexuel. Le mâle a la gorge rouge orange flamboyant, la poitrine blanche, le ventre roussâtre tacheté de vert et la queue rousse rayée de noir. La femelle a la gorge chamois tacheté et la queue rousse marquée d'une bande sub-terminale noire.

## Répartition
Cet oiseau peuple la cordillère de Talamanca.

## Habitat
Cette espèce habite dans les forêts tropicales et subtropicales humides de montagne mais aussi les anciennes forêts fortement dégradées, les lisières, les plantations et les fourrés surtout entre 900  et   2 100 m d'altitude.

## Alimentation
Cet oiseau consomme le nectar facilement accessible de certaines fleurs et entre ainsi souvent en compétition avec des insectes.